# Pilar Cancela
Pilar Cancela Rodríguez, née le 21 août 1967, est une femme politique espagnole membre du Parti socialiste ouvrier espagnol (PSOE).
Elle est élue députée de la circonscription de La Corogne lors des élections générales de décembre 2015.

## Biographie

### Profession
Pilar Cancela Rodríguez est titulaire d'une licence en droit depuis 1990 et possède un diplôme universitaire en prévention des risques liés au travail. Elle est médiatrice du travail de formation. Elle est fonctionnaire du corps supérieur de l'administration générale de la Junte de Galice depuis 1993. De 2002 à 2003 puis de 2005 à 2009, elle a été directrice générale chargée des Relations au travail de la Junte.

### Carrière politique
Elle a été secrétaire à l'Organisation du Parti des socialistes de Galice-PSOE et est actuellement présidente de la direction provisoire.
Le 20 décembre 2015, elle est élue députée pour La Corogne au Congrès des députés.
Au Congrès, elle est présidente de la commission permanente chargée de l'Égalité et membre suppléante de la députation permanente.